# Polignac (Haute-Loire)
Polignac is een gemeente in het Franse departement Haute-Loire (regio Auvergne-Rhône-Alpes). De plaats maakt deel uit van het arrondissement Le Puy-en-Velay. Het dorp is lid van Les Plus Beaux Villages de France. Polignac telde op 1 januari 2022 2.827 inwoners.

## Geografie
De oppervlakte van Polignac bedroeg op 1 januari 2022 33,05 vierkante kilometer; de bevolkingsdichtheid was toen 85,5 inwoners per km².

## Demografie
Onderstaande figuur toont het verloop van het inwonertal (bron: INSEE-tellingen).